# 戴弗農 (伊利諾伊州)
戴弗農（英語：Divernon）是位於美國伊利諾伊州桑加蒙縣的一個村落。

## 地理
戴弗農的座標為39°33′58″N 89°39′21″W / 39.56611°N 89.65583°W，而該地最高點為海拔高度187米（即614英尺）。

## 人口
根據2010年美國人口普查的數據，戴弗農的面積為2.05平方千米，當中陸地面積為2.05平方千米，而水域面積為0.00平方千米。當地共有人口1172人，而人口密度為每平方千米571人。